# Gab (réseau social)
Pour les articles homonymes, voir Gab.
Gab est un service de réseautage social en ligne basé à Austin, au Texas, principalement connu pour attirer une audience d'extrême droite.
Il est interdit sur l'App Store et le Play Store en raison de son manque de modération des discours haineux.

## Description
Il s'agit d'un fork du logiciel libre Mastodon. Gab est connu pour être utilisé par des groupes terroristes néo-nazis, servant de lieu de recrutement, et ayant été bloqué du reste du réseau Fediverse.
Lancé en 2016, il permet à ses utilisateurs de lire et d'écrire des messages comportant jusqu'à 300 caractères, appelé « gabs ». Le site propose également des fonctionnalités multimédia et s'est donné pour mission de servir ses « utilisateurs et la liberté de parole en premier ».
Il a annoncé « qu'il était contraint d'interrompre son activité » à la suite de la tuerie de la synagogue de Pittsburgh, l'auteur de la tuerie ayant posté des messages antisémites sur le site,.
Les règles d'utilisation volontairement très souples de Gab ont attiré une audience marquée à l’extrême droite bannie des réseaux sociaux traditionnels, comme des néo-nazis, des militants de l'alt-right et des suprématistes blancs. Plusieurs figures de ces mouvements y sont par ailleurs actives, comme Richard B. Spencer, Mike Cernovich (en), ou Alex Jones.

## Historique
Gab a été créé en août 2016 pour proposer une alternative aux réseaux sociaux comme Facebook et Twitter. Selon le fondateur et chef de la direction Andrew Torba, une des motivations pour créer ce réseau était notamment son insatisfaction face à « l'ensemble des services de réseaux sociaux détenant le monopole qui sont de tendance politique de gauche ». Il décide notamment de créer son service internet « après la lecture d'articles de presse rapportant que Facebook censurait les articles de tendance politique conservatrice ». Torba déclare en novembre 2016 que le nombre d'utilisateurs du site a augmenté de manière significative à la suite des controverses concernant la position de monopole et l'usage de la censure impliquant les principaux médias sociaux et les principales entreprises internet, notamment à la suite de suspensions permanentes de comptes Twitter de plusieurs personnalités de l'alt-right américaine.
En décembre 2016, Gab.ai se voit refuser l'accès au système de distribution des applications iOS App Store par Apple. Apple justifie cette décision en mentionnant la diffusion de contenus à caractère pornographique au sein du réseau. Dans le même temps, Twitter bloque l'accès de Gab à son interface de programmation sans en préciser la raison. Une nouvelle demande de diffusion par l'App Store, à la suite de l'introduction d'une nouvelle fonctionnalité permettant de bloquer la pornographie par défaut,  a également été rejetée, pour violation des règles d'Apple sur le discours de haine.
Après 9 mois de bêta test fermé, le site est ouvert en mai 2017 à toutes personnes s'inscrivant avec un e-mail.
Le 24 juillet 2017, Torba annonce que le site avait enregistré 2 200 utilisateurs de la version Pro ce qui suffisait à financer le coût de fonctionnement du service.
Le 1er août 2017, Gab TV est lancé. Il s'agit d'un service de streaming vidéo pour les membres, ouvert pour les membres Pro sur le modèle de Periscope. Selon Andrew Torba, le site est frappé par une attaque DDoS peu de temps après.
Le 17 août 2017, Google retire l'application Gab de son service de distribution Google Play Store en raison de la violation de la politique de lutte contre les discours de haine. Google déclare que l'application n'a pas « démontré un niveau suffisant de modération, y compris pour des contenus encourageant la violence et la haine contre des groupes de personnes ».
La page d'accueil du site mentionne son attachement au pluralisme et à la liberté d'expression : Welcome to Gab, a social network that champions free speech, individual liberty, and the free flow of information online. All are welcome. qui se traduit en français par « Bienvenue sur Gab, un réseau social qui encourage la liberté d'expression, les libertés individuelles et le flux libre de l'information en ligne. Vous êtes tous bienvenus. »
Après la fusillade de la synagogue de Pittsburgh, perpétrée par Robert Bowers, Gab annonce sur Twitter que Joyent, le fournisseur d'hébergement de Gab, mettait fin à son service,,,. Depuis la fusillade, Gab a reçu beaucoup d'attention de la part des médias alors que le site était relativement peu connu du grand public avant l'attaque. Malgré les pressions, le PDG de Gab, Andrew Torba, a maintenu qu'il ferait tout en son pouvoir pour que le site continue d'exister, même si des investisseurs se retiraient du projet,.
En février 2019, un ingénieur de la plateforme d'hébergement Sybil, qui héberge Gab au moment de la déclaration, dit au Southern Poverty Law Center que les déclarations du réseau social à la SEC dépassent grandement les capacités louées à son employeur, et qu'il est plus probable qu'il n'y a que quelques milliers ou dizaines de milliers d'utilisateurs.
Le rapport annuel publié en avril 2019 fait état de 900 000 utilisateurs.
Depuis la prise d'assaut du Capitole des États-Unis par des partisans de Donald Trump, 600 000 à 700 000 internautes s'inscrivent chaque jour[réf. nécessaire], selon Andrew Torba. Le succès soudain de Gab est non seulement lié à l’éviction de Donald Trump de médias sociaux Twitter et Facebook , mais aussi à la fermeture par Amazon du média social Parler, son principal concurrent. 

## Critiques
Les principales critiques reprochent à Gab de fournir une plate-forme pour les utilisateurs interdits ou suspendus sur d'autres services en raison de violation de leurs conditions de service. Parmi les utilisateurs de Gab on compte notamment l'ancien écrivain de Breitbart Milo Yiannopoulos, Tila Tequila (une personnalité de télévision réalité qui a acquis une certaine notoriété après avoir effectué un salut nazi à un événement nationaliste blanc), des nationalistes blancs tels que Richard B. Spencer et l'utilisateur de Twitter « Ricky Vaughn ». Andrew Torba, le directeur de Gab, a été banni du réseau Y Combinator en raison de problèmes de harcèlement,.
Le réseau social Gab a été appelé le « Twitter pour les racistes » par le site d'actualité progressiste Salon, et a été décrit comme « la chambre d'écho haineuse du racisme et des théories conspirationnistes » par Andrew Anthony dans The Guardian. Un éditorial paru dans Wired a également critiqué Gab pour ne pas modérer suffisamment les discours haineux. Les seules restrictions à l'expression sur le site sont les menaces de violence, la promotion du terrorisme, la pornographie illégale et le doxing. Torba nie le fait que Gab soit « conçu spécifiquement pour les utilisateurs conservateurs », et il déclare que « nous accueillons tout le monde et ce sera toujours le cas ». Il a par ailleurs déclaré que « nous voulons que tout le monde se sente en sécurité sur Gab, mais nous n'allons pas nous charger du contrôle de ce qui est un discours de haine et de ce qui ne l'est pas ».